# Producto petroquímico

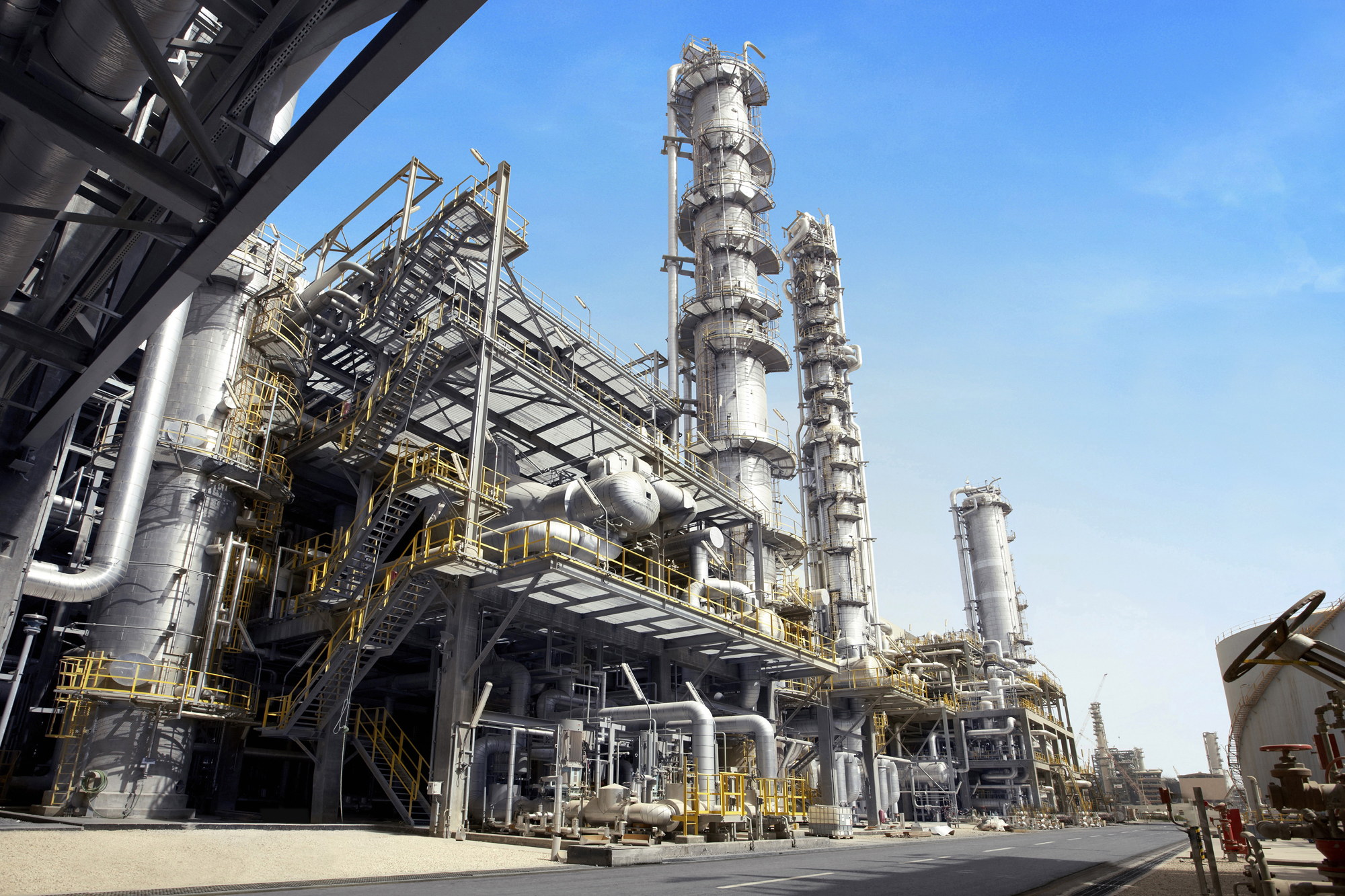
Planta petroquímica en Arabia Saudita

Los productos petroquímicos (también conocidos como derivados de petróleo) son productos químicos derivados del petróleo. Algunos compuestos químicos hechos del petróleo también se obtienen de otros combustibles fósiles, como el carbón o el gas natural, o fuentes renovables como el maíz, el fruto de la palma o la caña de azúcar. 
Las dos clases petroquímicas más comunes son las olefinas (incluidas las de etileno y propileno) y las sustancias aromáticas (incluidos los isómeros del benceno, tolueno y xileno). 
Las refinerías de petróleo producen olefinas y compuestos aromáticos mediante craqueo catalítico fluido de fracciones de petróleo. Las plantas químicas producen olefinas mediante craqueo a vapor de condensados de gas natural como el etano y el propano. Los aromáticos se producen mediante el reformado catalítico de la nafta. Las olefinas y los aromáticos son los componentes básicos de una amplia gama de materiales como disolventes, detergentes y adhesivos. Las olefinas son la base de los polímeros y oligómeros utilizados en plásticos, resinas, fibras sintéticas, elastómeros, lubricantes y geles.
La producción mundial de etileno y propileno es de aproximadamente 115 millones de toneladas y 70 millones de toneladas por año, respectivamente. La producción de aromáticos es de aproximadamente 70 millones de toneladas. Las industrias petroquímicas más grandes se encuentran en los Estados Unidos y Europa Occidental; sin embargo, el mayor crecimiento en la nueva capacidad de producción se encuentra en Oriente Medio y Asia. Existe un importante comercio petroquímico interregional. 
Los productos petroquímicos primarios se dividen en cinco grupos según su estructura química: 
- Las olefinas incluyen eteno, propeno, butenos y butadieno. El etileno y el propileno son fuentes importantes de productos químicos industriales y productos plásticos .  El butadieno se utiliza en la fabricación de caucho sintético.
- Los aromáticos incluyen benceno, tolueno y xilenos, en su totalidad denominados BTX y principalmente obtenidos de refinerías de petróleo por extracción del reformado producido en reformadores catalíticos utilizando nafta obtenida de refinerías de petróleo.  El benceno es una materia prima para los tintes y detergentes sintéticos, y el benceno y el tolueno para los isocianatos MDI y TDI utilizados en la fabricación de poliuretanos. Los fabricantes utilizan xilenos para producir plásticos y fibras sintéticas.
- El gas de síntesis es una mezcla de monóxido de carbono e hidrógeno que se usa para producir amoníaco y metanol. El amoníaco se usa para hacer el fertilizante. La urea y el metanol se usan como solventes y productos químicos intermedios. El craqueo de vapor no deben confundirse con las plantas de reforma de vapor utilizadas para producir hidrógeno y amoníaco.
- Metano, etano, propano y butano obtenidos principalmente de plantas de procesamiento del gas natural.
- Metanol y formaldehído.

En 2007, las cantidades de etileno y propileno producidas en los craqueadores a vapor fueron de aproximadamente 115 Mt (megatoneladas) y 70 Mt, respectivamente. La capacidad de producción de etileno de los grandes craqueadores a vapor osciló entre 1,0 y 1,5 Mt por año.
El diagrama adyacente muestra esquemáticamente las principales fuentes de hidrocarburos utilizadas en la producción de productos petroquímicos.

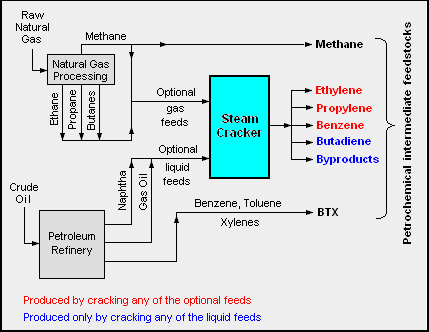
Fuentes de alimentación petroquímica

Al igual que los productos químicos básicos, los productos petroquímicos se fabrican a gran escala. Las unidades de fabricación petroquímica difieren de las plantas químicas de productos básicos en que a menudo producen una serie de productos relacionados.  Compare esto con productos químicos especiales y productos químicos finos donde los productos se fabrican en procesos de lotes discretos. 
Los productos petroquímicos se fabrican principalmente en algunos lugares de fabricación en todo el mundo, por ejemplo, en las ciudades industriales de Jubail y Yanbu en Arabia Saudita, Texas y Luisiana en los EE. UU., En Teesside en el noreste de Inglaterra en el Reino Unido, en Róterdam en los Países Bajos. y en Jamnagar & Dahej en Gujarat, India. No todos los materiales químicos petroquímicos o de productos básicos producidos por la industria química se fabrican en un solo lugar, pero los grupos de materiales relacionados a menudo se fabrican en plantas de fabricación adyacentes para inducir la simbiosis industrial, así como la eficiencia de materiales y utilidades y otras economías de escala. Esto se conoce en la terminología de la ingeniería química como fabricación integrada. Las empresas especializadas y de química fina a veces se encuentran en lugares de fabricación similares a los petroquímicos, pero en la mayoría de los casos no necesitan el mismo nivel de infraestructura a gran escala (por ejemplo, tuberías, almacenamiento, puertos y energía, etc.) y, por lo tanto, se pueden encontrar en parques empresariales multisectoriales. 
Las ubicaciones de fabricación de productos petroquímicos a gran escala tienen grupos de unidades de fabricación que comparten servicios públicos e infraestructura a gran escala, como centrales eléctricas, tanques de almacenamiento, instalaciones portuarias, terminales de carreteras y ferrocarriles.  En el Reino Unido, por ejemplo, hay 4 ubicaciones principales para tal fabricación: cerca del río Mersey en el noroeste de Inglaterra, en Humber en la costa este de Yorkshire, en Grangemouth cerca del Firth of Forth en Escocia y en Teesside como parte del Grupo de la Industria de Procesos del Noreste de Inglaterra (NEPIC). Para demostrar la agrupación y la integración, alrededor del 50% de los productos químicos petroquímicos y de productos básicos del Reino Unido son producidos por las empresas de agrupaciones de la industria NEPIC en Teesside. 

## Historia
En 1835, Henri Victor Regnault , un químico francés, dejó el cloruro de vinilo al sol y encontró un sólido blanco en el fondo del matraz que era cloruro de polivinilo. En 1839, Eduard Simon descubrió el poliestireno por accidente al destilar el estorax. En 1856, William Henry Perkin descubrió el primer tinte sintético, Mauveine. En 1888, Friedrich Reinitzer , un científico de plantas austriaco, observó que el benesterato de colesterilo tenía dos puntos de fusión diferentes. En 1909, Leo Hendrik Baekeland inventó la baquelita hecha de fenol y formaldehído. En 1928 se inventaron los combustibles sintéticos utilizando el proceso Fischer-Tropsch. En 1929, Walter Bock inventó el caucho sintético Buna-S, que está hecho de estireno y butadieno y se utiliza para fabricar neumáticos de automóviles. En 1933, Otto Röhm polimerizó el primer metacrilato de metilo de vidrio acrílico.  En 1935, Michael Perrin inventó el polietileno. Después de la Segunda Guerra Mundial, el polipropileno fue descubierto a principios de los años cincuenta. En 1937, Wallace Hume Carothers inventó el nylon. En 1946, inventó el poliéster. Las botellas de tereftalato de etileno (PET) están hechas de etileno y paraxileno. En 1938, Otto Bayer inventó el poliuretano. En 1941, Roy Plunkett inventó el teflón. En 1949, Fritz Stastny convirtió el poliestireno en espuma. En 1965, Stephanie Kwolek inventó el Kevlar.

## Olefinas
La siguiente es una lista parcial de las varios productos petroquímicos comerciales y sus derivados: 

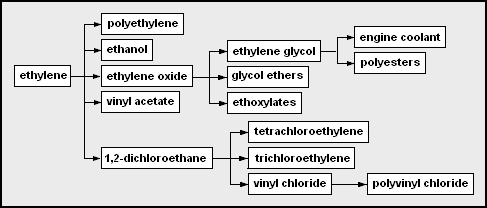
Productos químicos producidos a partir de etileno

- etileno - la olefina más simple; Utilizado como materia prima química y estimulante de la maduración. 
  - polietileno - etileno polimerizado; LDPE, HDPE, LLDPE
  - etanol - a través de la hidratación del etileno (reacción química agregando agua)
  - óxido de etileno - a través de la oxidación de etileno[12]
    - etilenglicol - a través de hidratación con óxido de etileno 
      - Refrigerantes - etilenglicol, agua y mezcla de inhibidores
      - Poliésteres - cualquiera de varios polímeros con enlaces éster en la cadena principal

    - éteres de glicol - a través de la condescendencia de glicol
    - etoxilatos

  - acetato de vinilo
  - 1,2-dicloroetano
    - tricloroetileno
    - tetracloroetileno - también llamado percloroetileno; Utilizado como solvente de limpieza en seco y desengrasante.
    - cloruro de vinilo - monómero para cloruro de polivinilo
      - cloruro de polivinilo (PVC): tipo de plástico utilizado para tuberías, tubos y otras cosas

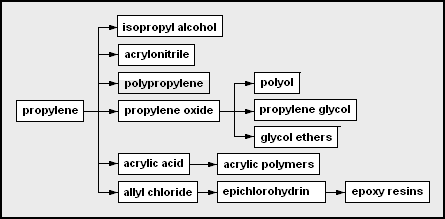
Productos químicos producidos a partir de propileno

- propileno - usado como un monómero y una materia prima química 
  - alcohol isopropílico - 2-propanol; a menudo se utiliza como un disolvente o alcohol de fricción.
  - acrilonitrilo - útil como monómero en la formación de Orlon, ABS
  - polipropileno - propileno polimerizado
  - óxido de propileno[13]
    - poliéter poliol - utilizado en la producción de poliuretanos
    - propilenglicol : se utiliza en el refrigerante del motor y en el líquido de deshielo de los aviones
    - éteres de glicol - de la condensación de glicoles

  - Ácido acrílico[14][15][16]
    - polímeros acrílicos

  - cloruro de alilo
    - epiclorhidrina - cloro oxirano; utilizado en la formación de resina epoxi 
      - Resinas epoxi : un tipo de pegamento polimerizador de bisfenol A, epiclorhidrina y algunas aminas.
- Buteno
  - Isómeros de butileno - útiles como monómeros o co-monómeros 
    - Isobutileno : alimentación para hacer metil terc- butil éter (MTBE) o monómero para copolimerización con un bajo porcentaje de isopreno para hacer caucho de butilo.

  - 1,3-butadieno (o buta-1,3-dieno): un dieno que se usa a menudo como monómero o co-monómero para la polimerización de elastómeros como polibutadieno , caucho de estireno-butadieno o un plástico como el acrilonitrilo-butadieno-estireno (ABS) 
    - cauchos sintéticos: elastómeros sintéticos hechos de uno o más de varios monómeros petroquímicos (generalmente) como el 1,3- butadieno, el estireno, el isobutileno, el isopreno, el cloropreno; los polímeros elastoméricos a menudo se fabrican con un alto porcentaje de monómeros de dieno conjugado, como el 1,3-butadieno, el isopreno o el cloropreno
- olefinas superiores 
  - poliolefinas tales como poli-alfa-olefinas, que se utilizan como lubricantes
  - Alfa-olefinas: se utilizan como monómeros, co-monómeros y otros precursores químicos.  Por ejemplo, una pequeña cantidad de 1-hexeno se puede copolimerizar con etileno en una forma más flexible de polietileno.
  - otras olefinas superiores
  - alcoholes detergentes

## Aromáticos

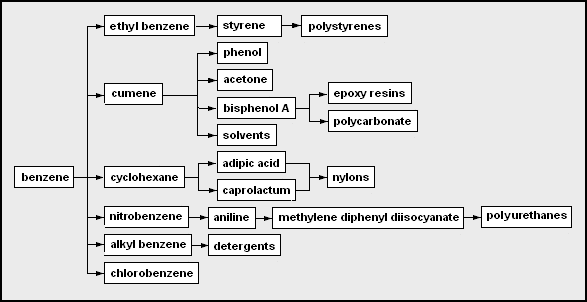
Productos químicos producidos a partir de benceno

- Productos químicos producidos a partir de benceno  benceno - el hidrocarburo aromático más simple. 
  - etilbenceno - hecho de benceno y etileno 
    - estireno hecho por deshidrogenación de etilbenceno; utilizado como un monómero 
      - poliestirenos - polímeros con estireno como monómero

  - cumeno - isopropilbenceno; una materia prima en el proceso de cumeno 
    - fenol - hidroxibenceno; a menudo hecho por el proceso de cumeno
    - acetona - dimetil cetona; También se hace a menudo por el proceso de cumeno
    - Bisfenol A: un tipo de fenol "doble" utilizado en la polimerización en resinas epoxi y que produce un tipo común de policarbonato. 
      - Resinas epoxi : un tipo de pegamento polimerizador de bisfenol A, epiclorhidrina y algunas aminas.
      - policarbonato - un polímero plástico hecho de bisfenol A y fosgeno (dicloruro de carbonilo)

    - disolventes - líquidos utilizados para disolver materiales; Ejemplos a menudo hechos de productos petroquímicos incluyen etanol, alcohol isopropílico, acetona, benceno, tolueno, xilenos.

  - Ciclohexano : un hidrocarburo cíclico alifático de 6 carbonos que a veces se usa como disolvente no polar. 
    - ácido adípico: ácido di carboxílico de 6 carbonos, que puede ser un precursor usado como un co-monómero junto con una di amina para formar una forma de copolímero alternante de nailon. 
      - Nylons : tipos de poliamidas, algunos son copolímeros alternos formados por copolimerización de ácido dicarboxílico o derivados con diaminas.

    - caprolactama - una amida cíclica de 6 carbonos 
      - Nylons - tipos de poliamidas, algunas de ellas son de polimerización de caprolactama

  - nitrobenceno: se puede hacer mediante una sola nitración de benceno. 
    - anilina - aminobenceno 
      - Diisocianato de metileno y difenilo (MDI): se utiliza como un comonómero con dioles o polioles para formar poliuretanos o con di o poli aminas para formar poliureas

  - alquilbenceno: un tipo general de hidrocarburo aromático, que se puede usar como presursor de un surfactante de sulfonato (detergente) 
    - detergentes - a menudo incluyen tipos de surfactantes tales como alquilbencenosulfonatos y etoxilatos de nonilfenol

  - clorobenceno

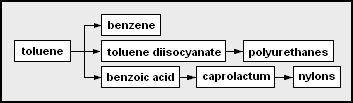
Productos químicos producidos a partir de tolueno

- tolueno - metilbenceno; puede ser un solvente o precursor de otros químicos. 
  - benceno
  - diisocianato de tolueno (TDI): se utiliza como co-monómeros con poliéter polioles para formar poliuretanos o con di o poli aminas para formar poliureas poliuretanos
  - ácido benzoico - carboxibenceno 
    - caprolactama

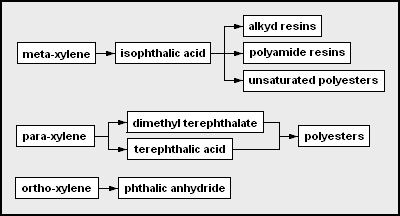
Productos químicos producidos a partir de xilenos

- xilenos mixtos : cualquiera de los tres isómeros de dimetilbenceno podría ser un solvente, pero más a menudo es un precursor 
  - σ-xileno: ambos grupos metilo pueden oxidarse para formar ácido (orto) ftálico 
    - anhídrido ftálico

  - ρ-xileno: ambos grupos metilo pueden oxidarse para formar ácido tereftálico 
    - Tereftalato de dimetilo : se puede copolimerizar para formar ciertos poliésteres 
      - Poliésteres : aunque puede haber muchos tipos, el tereftalato de polietileno está hecho de productos petroquímicos y es muy utilizado.

    - ácido tereftálico purificado - a menudo copolimerizado para formar tereftalato de polietileno
      - poliésteres

  - m-xileno 
    - ácido isoftálico
      - resinas alquídicas
      - Resinas de poliamida
      - Poliésteres Insaturados

## Lista de petroquímicos
| Petroquímicos | Fibras | Petróleo                                                            | Productos químicos |
| --- | --- | ------------------------------------------------------------------- | --- |
| Materia prima básica Benceno Butadieno Etileno p -Xileno Propileno Intermedios 2-etilhexanol (2-EH) Ácido acético Acrilonitrilo (AN) Amoníaco Ftalato de bis (2-etilhexilo) (ftalato de dioctilo) n- Buteno Ciclohexano Tereftalato de dimetilo (DMT) Dodecilbenceno Etanol Etanolamina Etoxilato 1,2-dicloroetano (dicloruro de etileno o EDC) Etilenglicol (EG) Óxido de etileno (EO) Compuesto de moldeo de formaldehído (FMC) n- hexeno Alquil benceno lineal (LAB) Metanol Metil terc butil éter (MTBE) Fenol Óxido de propileno Ácido tereftálico purificado (PTA) Monómero de estireno (SM) Resina termoestable (urea / melamina) Monómero de acetato de vinilo (VAM) Monómero de cloruro de vinilo (VCM) | Fibra acrílica Acrilonitrilo butadieno estireno (ABS) Acrilonitrilo estireno (AS) Polibutadieno (PBR) Cloruro de polivinilo (PVC) Polietileno (PE) Tereftalato de polietileno (PET) Poliol Polipropileno (PP) Poliestireno (PS) Estireno butadieno (SBR) Acrílico-formaldehído (AF) | Lubricantes Aditivos Catalizadores Fuel oil Refinación del petróleo | Adhesivos y sellantes. Agroquímicos Productos químicos para la construcción Productos químicos para el control de la corrosión. Materias primas cosméticas Productos químicos y materiales electrónicos. Aromas fragancias, aditivos alimentarios. Drogas farmacéuticas Productos químicos especializados e industriales. Gases especiales e industriales. Tintas, tintes y consumibles de imprenta. Embalajes, botellas y envases. Pinturas, recubrimientos y resinas. Aditivos poliméricos Química especializada y ciencias de la vida. Tensioactivos y agentes de limpieza. |